# André Herrero
Pour les articles homonymes, voir Herrero.
Pas d'image ? Cliquez ici

a Compétitions nationales et continentales officielles uniquement.

b Matchs officiels uniquement.
Dernière mise à jour le 17 juillet 2015.
 André Herrero, né le 28 janvier 1938 à Puisserguier (Hérault), est un ancien joueur international français de rugby à XV, reconverti comme entraîneur. Il joue le plus souvent au poste de deuxième ligne, et parfois à celui de troisième ligne centre ou de troisième ligne aile (1,88 m pour 96 kg).
Il fait partie d’une grande famille de joueurs de rugby à XV, avec Bernard, Daniel Herrero et [Francis Herrero] . Il est également le beau-frère de Christian Cauvy. Tous jouent en équipe première du Rugby club toulonnais
Il dispute avec le RC Toulon deux finales du championnat de France, toutes deux perdues : en 1968 contre le FC Lourdes, et en 1971 contre l’AS Béziers. En 1970, il remporte le challenge Yves du Manoir. En 1971, il quitte le RC Toulon avec dix autres joueurs pour aller renforcer le Racing Rugby Club de Nice. Il compte 22 sélections en équipe de France.
Considéré comme une véritable légende  du Rugby Club Toulonnais, il fait partie, en avril 2023, des 10 premiers joueurs intronisés dans le Hall of Fame du club, notamment aux côtés de Christian Carrère.

## Biographie

### Premières années
Petit-fils d'immigrés espagnols, André Herrero naît à Puisserguier, dans l'Hérault, le 28 janvier 1938, d'Émile Herrero et d'Yvonne Turruella. Émile est ouvrier agricole et pilier de rugby à Puisserguier. Durant l'été, il se fait pêcheur à Valras-Plage. La famille va compter deux filles, Jacqueline et Claudine ; et quatre fils, André dit « le Grand », Francis, Daniel et Bernard dit « le Tigre ». Tous quatre vont être joueurs de rugby.
En 1949, André a onze ans lorsque la famille s'établit dans le Var, à Toulon. Émile a en effet trouvé un emploi aux chantiers navals de La Seyne-sur-Mer, et il a signé au club de rugby local, l'Union sportive seynoise.
André est formé au rugby au RC Corse Toulon, puis au Rugby club toulonnais. Il évolue au poste de deuxième ligne, de troisième ligne centre ou de troisième ligne aile. Il est décrit comme « un guerrier fou, un combattant […] mais aussi un homme de cœur et surtout un fantastique joueur ». Ses équipiers voient en lui « un chef de meute, un rien compliqué, quelquefois difficile à vivre, un peu borné, voire caractériel ».

### Années 1960
Dans les années 1960, il gère avec son père la cantine des abattoirs du quartier de Lagoubran, à Toulon. Forts de cette expérience, tous deux ouvrent un snack, puis un restaurant sur le port de Toulon, « au nom de la famille ».
Le 15 décembre 1963, André débute en équipe de France, en numéro sept, contre la Roumanie. Dans sa carrière internationale, il va marquer deux essais. Le plus célèbre est celui du France-Galles du 27 mars 1965, à Colombes. Ce match reste dans les mémoires comme une fête de l'attaque, une véritable fronde préméditée par les joueurs contre « les gros pardessus » qui ne veulent entendre parler que de défense : « Si on ne voulait pas se planter, dit Jean Gachassin, il fallait prendre les avants avec nous. » À 90 m de la ligne adverse, la balle passe par les avants, Gachassin lance l'attaque, relayé par André et Guy Boniface, la balle revient aux avants, André Herrero marque. Roger Couderc, qui commente la rencontre, n'hésite pas à parler de « plus bel essai du monde ».
En 1966, Daniel Herrero rejoint son frère dans l'équipe première du RC Toulon, en tant que troisième ligne centre. En 1967, André devient entraîneur-joueur au RCT. Il est capitaine de l'équipe, avec sous ses ordres le jeune troisième ligne aile Christian Carrère. Les sélectionneurs du XV de France, au lieu de confier le capitanat à André Herrero, préfèrent désigner Christian Carrère. André Herrero y voit une brimade. Il quitte l'équipe de France. Il reste donc sur 22 sélections, la dernière ayant été celle du 10 décembre 1967 — contre la Roumanie, comme lors de sa première sélection.
En 1968, il est capitaine de l'équipe de Toulon en finale du championnat de France, contre le FC Lourdes. Prévue le 26 mai, différée plusieurs fois en raison de l'agitation politique et sociale du printemps, la finale n'a lieu que le 16 juin. Après les prolongations, les deux équipes sont toujours à égalité (9-9). Le règlement prévoit que le match doit être rejoué. Mais on y renonce, car des joueurs doivent partir en tournée avec le XV de France. Le FC Lourdes est donc déclaré vainqueur au nombre d'essais (2 à 0).

### Années 1970
En 1970, André Herrero remporte avec le RC Toulon le challenge Yves du Manoir. Le 16 mai 1971, il dispute une nouvelle finale du championnat de France, contre l'AS Béziers cette fois. Sur la première touche, il tombe à terre et prend un coup de pied dans le dos. Sorti sur un brancard avec deux côtes cassées, il revient sur le terrain et joue encore 83 minutes (il y a des prolongations). C'est une nouvelle défaite (15-9).
Après ce match, en conflit avec les dirigeants du RC Toulon, André Herrero est en tête des onze joueurs (dont dix titulaires) qui quittent le club et signent au Racing Rugby Club de Nice, équipe de 2e division. Dès 1972, Nice est propulsé dans l'élite. André Herrero va devenir entraîneur adjoint de ce club.

### Retour dans le Var et fin d'activité
En 1978, il quitte Nice. Il achète avec son père un restaurant, place de la Lune, à La Seyne-sur-Mer. Il entraîne l'équipe du RC Toulon de 1979 à 1981, et lors de la saison 1982-1983.
En 1991-1992, il est président du RCT pour une saison, celle du troisième titre de champion de France. En 1992, il devient manager général de l'équipe de France. Il en démissionne en novembre 1995 pour protester notamment contre le refus de la Fédération de nommer Pierre Villepreux au côté de l'entraîneur Jean-Claude Skrela. Il siège ensuite à la Fédération jusqu'en 2000.

## Carrière

### En club
- RC Corse de Toulon
- RC Toulon
- RRC Nice

### En équipe nationale
Il dispute son premier test match en équipe de France le 15 décembre 1963, contre l'équipe de Roumanie, et son dernier le 10 décembre 1967 contre la même équipe.

## Palmarès

### En club
- Championnat de France de première division : 
  - Vice-Champion (2) : 1968 et 1971
- Challenge Yves du Manoir :
  - Vainqueur (1) : 1970

### En équipe nationale
André Herrero dispute 22 tests en équipe de France entre le 15 décembre 1963 contre la Roumanie à Toulouse et le 10 décembre 1967, contre le même adversaire, à Nantes. Il inscrit deux essais, les deux dans le cadre du Tournoi des Cinq Nations. Il participe à quatre éditions de celui-ci, en 1964, 1965, 1966, 1967, pour un total de onze rencontres.
Sur ces rencontres, le bilan de l'équipe de France est de quatorze victoires, cinq défaites et trois nuls. Sur le tournoi, le bilan est de cinq victoires, quatre défaites et deux nuls.

### Documentaire
- Michel Di Giovanni, André Herrero : le sang en rouge et noir, La Seyne-sur-Mer, Hamap éducation, 2014.